# تاكاشي يوكوياما (سائق سيارة سباق)
تاكاشي يوكوياما (باليابانية: 横山崇؛ بالكانا: よこやま たかし) هو سائق سباق ياباني، ولد في 31 ديسمبر 1971 في أوتا في اليابان، وتوفي في 19 أكتوبر 1997.